# 김태겸
김태겸(1985년 12월 23일 ~ )은 대한민국의 배우이다.

## 학력
- 대원외국어고등학교
- 동국대학교 연극학부 학사
- 동국대학교 영상대학원 연기연출 석사

## 출연 작품

### 드라마
| 연도 | 방송     | 제목                    | 역할                    | 비고     |
| ---- | -------- | ----------------------- | ----------------------- | -------- |
| 2012 | SBS      | 패션왕                  | 수석 디자이너           |          |
| 2013 | MBC      | 오로라 공주             |                         |          |
| 2013 | SBS      | 두 여자의 방            | 호텔직원1               |          |
| 2014 | KBS2     | 트로트의 연인           | 나 팀장                 |          |
| 2014 | KBS2     | 조선 총잡이             | 부관                    |          |
| 2015 | tvN      | 오 나의 귀신님          | 이소형의 소개팅남       |          |
| 2016 | 웹드라마 | 불멸의 여신             | 철민                    |          |
| 2017 | KBS2     | 매드 독                 | 조성호                  |          |
| 2017 | TV조선   | 너의 등짝에 스매싱      | 이현진의 친구 안과 의사 |          |
| 2018 | MBC      | 이별이 떠났다           | 상무                    |          |
| 2018 | KBS2     | 끝까지 사랑             | 최덕배                  |          |
| 2019 | SBS      | 열혈사제                | 남검사                  |          |
| 2019 | OCN      | 미스터 기간제           | 검사                    |          |
| 2020 | MBC      | 내가 가장 예뻤을 때     | 강기석                  |          |
| 2022 | MBC      | 닥터 로이어             | 마이클 영               |          |
| 2022 | tvN      | 조선 정신과 의사 유세풍 | 내의원 의원             | 특별출연 |

### 영화
- 《미옥》 (2017년) - 상훈청년 2 역
- 《뺑반》 (2019년) - 사복형사 3 역
- 《악마들》 (2023년) - 승헌 역

### 연극
- 《갈매기 4막》

### TV 광고
- 2019년 현대자동차 그랜저

## 수상
- 2015년 제4회 단편극페스티발 남자 연기상